# محمد بن علی مازری
محمد بن علی مازَری (۱۰۶۱ - ۱۱۴۱) فقیه و محدث مالکی بود. شرحی کامل بر صحیح مسلم نگاشت و آن را «المُعلِم بِفوائد صحیح المسلم» که آن را نخستین شرح بر صحیح مسلم می‌دانند. از دیگر آثار او «إیضاح المحصول من برهان الأصول» و «الواضح فی قطع لسان النابح.».